# エレス・ダムブリンク
エレス・ダムブリンク（Elles Dambrink、女性、2003年6月22日 - ）は、オランダの女子バレーボール選手。ポジションはオポジット。オランダ代表。

## 来歴
- クラブチーム

Ouderkerk aan de Amstel出身。2019年、Laudame Financials VCN入団。2021/22シーズンはTT Papendal Arnhemでプレーした。2022/23シーズンからはドイツブンデスリーガのシュヴェリーンSCへ移籍し、リーグ3位となった。
- 代表チーム

2021年、アンダーカテゴリーの代表としてU-19欧州選手権で4位となり、自身もベストサーバー部門で1位となる活躍をみせた。シニア代表に初選出され、同年のネーションズリーグでデビューした。同年9月の欧州選手権ではレギュラーに抜擢されて4位となった。2022年、自国開催された世界選手権に出場した。2023年、欧州選手権では銅メダルを獲得した。

## 球歴
- 世界選手権 - 2022年
- 欧州選手権 - 2021年、2023年
- ネーションズリーグ - 2021年、2022年、2023年

## 所属クラブ
- Laudame Financials VCN（2019-2021年）
- TT Papendal Arnhem（2021-2022年）
- シュヴェリーンSC（2022-）